# صموئيل باركر (لاعب كرة قدم)
صموئيل باركر (بالإنجليزية: Samuel Parker)‏ هو لاعب كرة قدم بريطاني (وحمل سابقاً جنسية المملكة المتحدة لبريطانيا العظمى وأيرلندا) في مركز الهجوم، ولد في 1872 في اسكتلندا في المملكة المتحدة. لعب مع مانشستر يونايتد ونادي بيرنلي.